# Armitage III: Dual-Matrix
Armitage III: Dual-Matrix (アミテージ・ザ・サード DUAL-MATRIX?) è un film d'animazione, diretto da Katsuhito Akiyama nel 2002. È il sequel del precedente Armitage III: Poly-Matrix.

## Trama
Ambientato diversi anni dopo Armitage III: Poly-Matrix, ora gli investigatori Naomi Armitage e Ross Sylibus si sono sposati, hanno avuto una figlia, Yoko, e vivono a Saint Lowell, su Marte.
Naomi torna sulla Terra per investigare su un attacco di tipo militare ad una fabbrica di robot di terza generazione.
Nel frattempo Ross, che lavora per un'azienda che cerca di creare artificialmente gli oceani su Marte sfruttando gli asteroidi di ghiaccio, viene attaccato sul posto di lavoro da un commando di terroristi: nella colluttazione muoiono alcuni terroristi per mano di Ross ed altri fuggono e vengono arrestati, ma quelli che hanno perso la vita erano tutti umani, mentre quelli fermati erano robot, cosicché Ross finisce in tribunale per una presunta discriminazione nel modo con il quale ha agito, ma se la cava e viene bollato come eroe marziano.
Nell'indagare sull'attacco alla fabbrica Naomi finisce per scontrarsi con alcuni militari e individua nel colonnello Strings il responsabile dell'accaduto; quando però sarà faccia a faccia con lui interviene il vicepresidente della Earth Robotronics Corporation, Demetrio Maldini, che uccide Strings e minaccia Naomi allo scopo di farsi dire il segreto riguardante la procreazione di esseri umani da parte dei robot come lei; una danneggiata Naomi in extremis riesce a fuggire dal grattacielo lanciandosi.
Il suo corpo viene rinvenuto da Mouse, un esperto di riparazioni di robot che lavora in segreto e la rimette in sesto. Mouse però ha contatti anche con Maldini, al quale prova a vendere le informazioni trovate in Naomi: quando l'affare sembrava concluso Maldini scopre che tra i dati non ci sono quelli riguardanti la procreazione, e a quel punto Mouse viene picchiato da due cloni di Naomi Armitage e gettato nella spazzatura.
Ross viene mandato sulla Terra dal primo ministro marziano Frederick Ohara in sua rappresentanza per dare il voto in parlamento a favore dell'approvazione della carta sui diritti dei robot.
Maldini rapisce la figlia di Ross e Naomi, Yoko, e come riscatto chiede che Ross alla votazione si opponga all'approvazione della carta sui diritti dei robot; Ross decide di astenersi dalla votazione con grande rammarico di tutti i marziani e i robot, e quando andrà sul luogo accordato da Maldini per riprendersi Yoko gli agenti dell'industriale lo attaccano, e Ross viene salvato da un intervento di Naomi.
Ross e Naomi si intrufolano nella struttura di Maldini per liberare Yoko, dividendosi: Naomi si occupa delle guardie e di Maldini, mentre Ross deve trovare il luogo ove è imprigionata Yoko.
In un confronto con Demetrio Maldini, Naomi rivela che l'unico segreto della procreazione è il vero amore, e riesce a fuggire; nel frattempo Ross trova Yoko in una cella frigorifera e scappa con lei, ma vengono attaccati da due cloni di Armitage.
Naomi Armitage riesce a raggiungere Ross e Yoko e a sbarazzarsi temporaneamente dei due cloni, ma una ferita al braccio di Naomi con tanto di parti metalliche in vista espone a Yoko la verità riguardo alla madre, che la lascia shockata.
Ross e Yoko riescono a raggiungere l'ascensore per la piattaforma di uno Shuttle in partenza per Marte, e in questo frangente Yoko dimostra di avere delle incredibili doti di memoria.
Naomi fa in tempo a raggiungere Mouse per l'ultima riparazione, ed ora ha la possibilità di andare oltre i propri limiti nel combattimento, rischiando però di fondere i propri circuiti.
Sulla piattaforma rifanno la loro comparsa i due cloni che cercano di uccidere Ross e Yoko, i quali resistono fino all'arrivo di Armitage che riesce ad eliminarne uno e a danneggiare il secondo, che guidato da Julian Moore torna da Maldini e lo uccide; nel frattempo Maldini aveva provato a bloccare la partenza dello Shuttle con un sistema di sicurezza che avrebbe fatto fuoco sul veicolo spaziale.
L'anime si chiude con la famiglia Sylibus al mare il giorno del compleanno di Naomi.

## Personaggi principali
- Naomi Armitage: è la protagonista dell'anime. Un robot marziano femmina di terza generazione che svolge la professione di investigatrice, molto abile nel combattimento.
- Ross Sylibus: co-protagonista dell'anime. È un umano e marito di Naomi Armitage. Con un passato da investigatore, ora lavora per un'azienda che s'impegna nel tentativo di creare gli oceani d'acqua su Marte, e politicamente è schierato a favore dell'approvazione dei diritti nei confronti dei robot.
- Yoko Sylibus: è la figlia biologica di Naomi e Ross; quello della sua nascita è un segreto che fa gola agli industriali di robot, Maldini su tutti.
- Demetrio Maldini: è l'antagonista dell'anime. Un crudele e spietato vicepresidente di una fabbrica di robot di terza generazione, vuole carpire il segreto della procreazione umana da parte dei robot e sfrutta ogni mezzo a disposizione per riuscirci. Per il nome italiano il regista chiaramente si è ispirato ai nomi di Paolo Maldini e di Demetrio Albertini, due calciatori che al tempo militavano nel Milan e nella nazionale italiana.
- Julian Moore: Julian è stato l'ultimo modello di robot di terza generazione. Ucciso in Armitage III: Poly-Matrix, qui rivive come un virus-fantasma che vaga ovunque.
- Mouse: un espertissimo di riparazioni di robot, si autoproclama un genio. Apparentemente uno schizofrenico, Mouse compie in totale segretezza lavori perfetti per ricompense in denaro.
- Frederick Ohara: è il primo ministro di Marte, la massima autorità della colonia umana. Politicamente è schierato a favore dei diritti dei robot e simpatizza per la creazione di oceani su Marte.